# 人间兵器
《人间兵器》是一套由卡普空公司于1990年2月23日发行的FC游戏。

## 故事
玩家扮演第98号特种部队探员肯尼·史密斯，接到上司琼斯委派前往南美洲调查当地的毒品集团，史密斯的任务是要营救出失踪的探员，以找出幕后的主脑。在解救完最后一个人质后，史密斯获知了一样意想不到的事：人质手中的碎纸片，恰好拼出了一封毒贩头目“某某人”给琼斯的信。史密斯毅然回到总部，把琼斯枪杀。

## 特色
该游戏以其高难度而闻名，游戏共分三种难易度：容易（Easy），一般（Normal）以及困难（Difficult），玩家只有手枪与机枪两种武器，并且不像其他游戏，该游戏弹药是有限的。而机枪更要在特定的门中才藏有，每关之中，玩家必须要救出一名特定的人员以提供通关所需的工具。

## 操作
- 左右：人物移动
- 上：抬头，进入暗室
- 下：下蹲
- A：跳
- B：射击（高跳和下落状态不能射击）
- 上+A：高跳
- 下+A：下落到下一层地面
- 血量开始时2格，最多可加到4格（需要进入指定暗室后才可以获得）
- 武器为手枪和机关枪两种(数量有限制，机关枪需要进入指定暗室后才可以获得)
- 前七关都需要至少解救出给你手雷的那个绿衣人质炸开出口才可以通关。
- 接关次数起始时为3次，最多可增加到9次。
- 一共有8关（最后是与琼斯决斗的，系统默认第九关）